# 廈村鄧氏宗祠

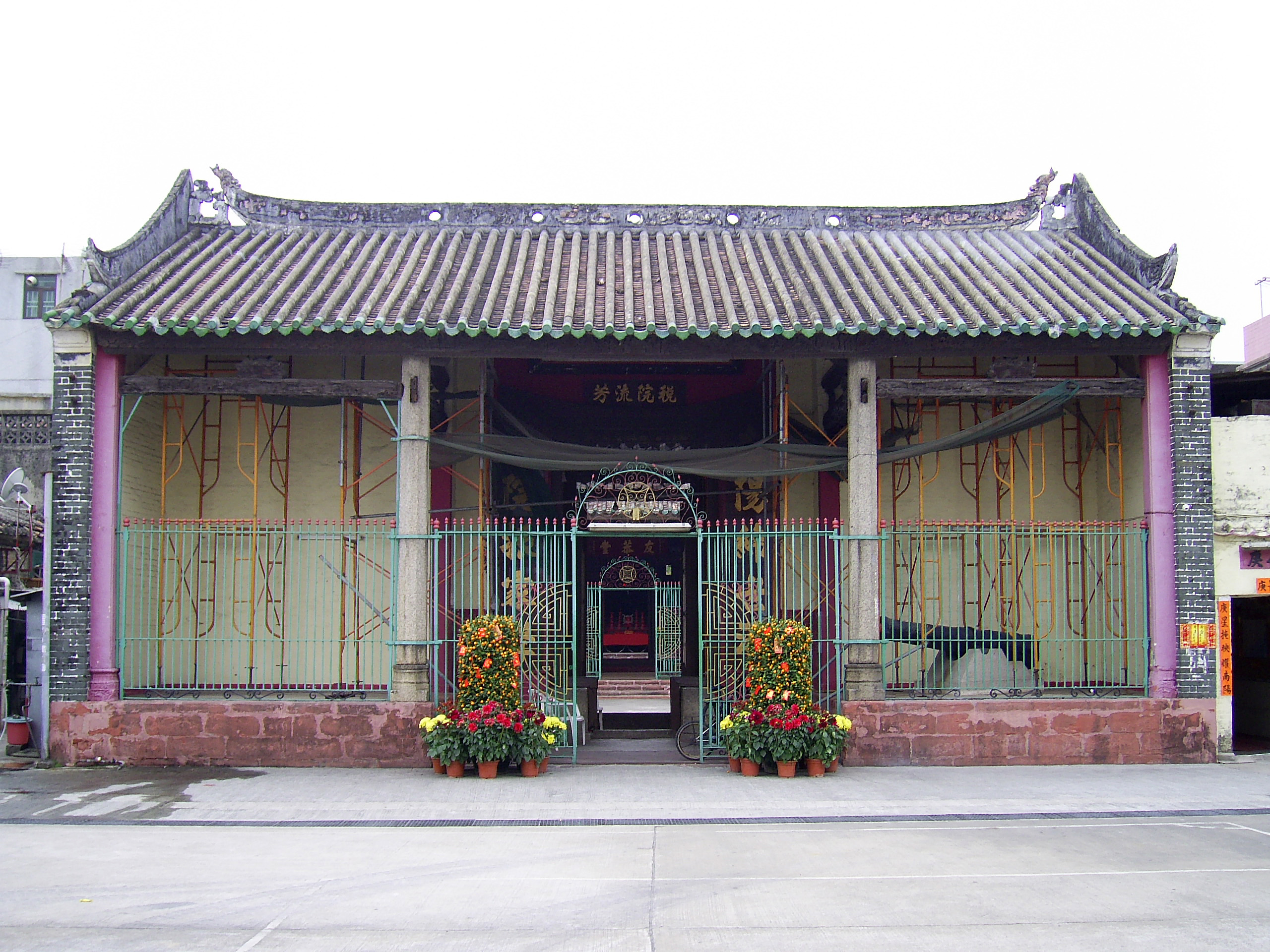
廈村鄧氏宗祠

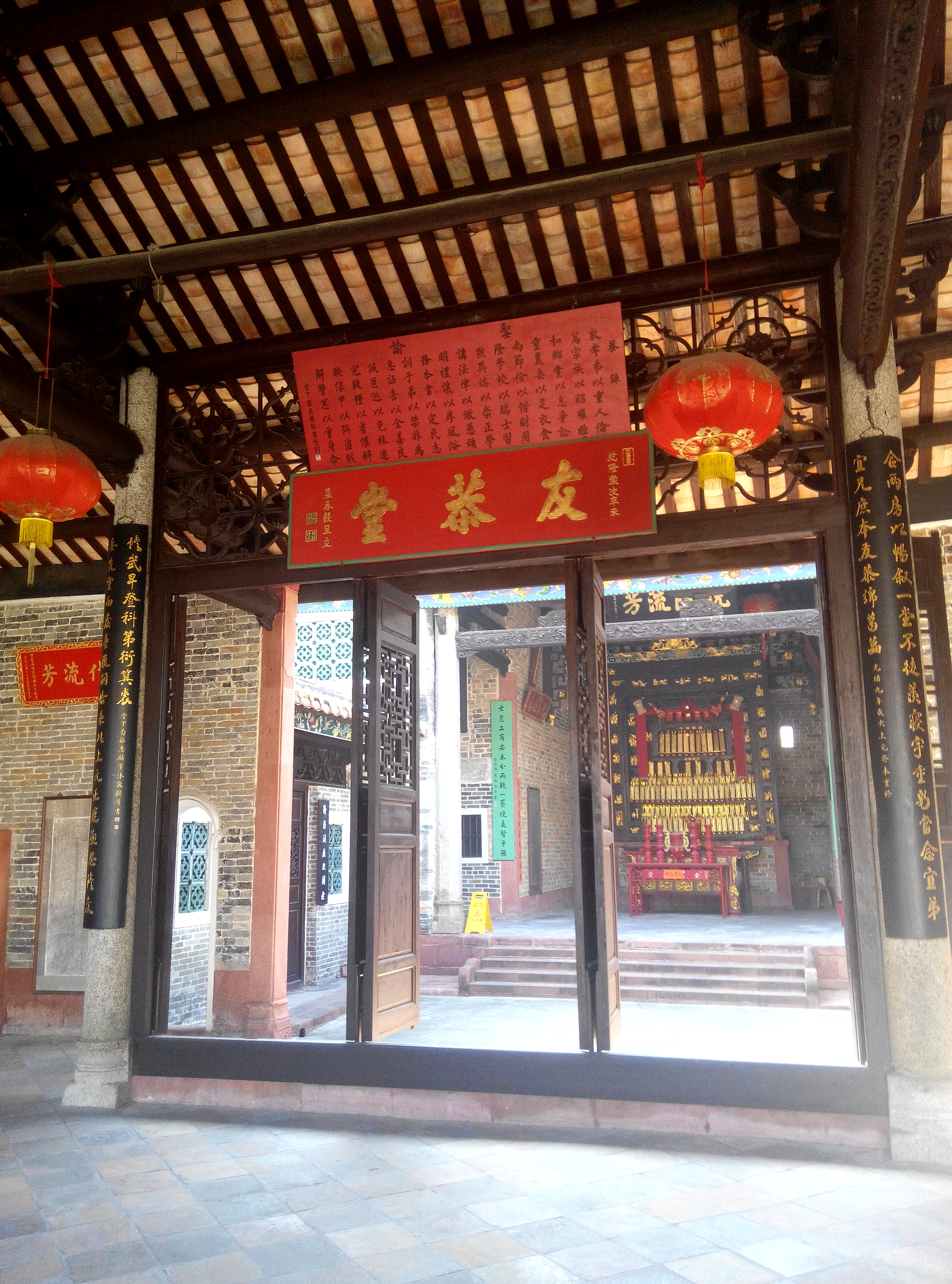
廈村鄧氏宗祠友恭堂玄關

廈村鄧氏宗祠，又名元朗鄧氏宗祠、友恭堂，是香港一座祠堂建築，位於新界元朗廈村，將於2008年2月1日聯同其鄰接的禮賓樓和友恭學校，成為香港法定古蹟。

## 歷史
廈村鄧氏宗祠於清朝乾隆十四年（1749年）立基上樑，並於乾隆十五年（1750年）正式落成。元朗廈村的鄧族興建該祠的原因，是希望能夠紀念鄧洪贄及鄧洪惠兩位祖先的功勞。該祠曾分別於道光十七年（1837年）及光緒九年（1883年）進行大規模的修葺。而鄰接鄧氏宗祠的禮賓樓和友恭學校，相信在民國十三年（1924年）之前已建成。

## 建築
廈村鄧氏宗祠屬於三進兩院式建築設計：祖先神位供奉在後進明間的木神龕內，中進則懸有多塊功名牌匾，而後院亦建有兩個廂房。其前中後進和廂房，均飾有以花卉圖案裝飾的精美檐板，部份橫樑更雕刻了精巧的傳統中式吉祥圖案。其主要建築結構，是以青磚牆和石柱支撐著木構瓦片天面，樑架上裝有優美精緻的斗拱。
禮賓樓則由兩座建築物組成，之間被庭院分隔。其建築結構以青磚建造，牆身支撐著由檁條及椽子構成的金字瓦面屋頂。其牆楣以花卉及幾何圖案的灰塑裝飾。其右堂依然保存著琉璃漏窗，兩側則保存有一副灰塑對聯。該樓內仍舊放置著供奉文昌及武曲的神龕。
友恭學校以青磚築砌，有兩組屋脊，綴有吉祥及幾何圖案的灰塑。校舍最初是一座三開間建築，至1952年成為政府資助學校時，曾加以擴建。其山牆上仍保存著草尾灰塑裝飾。

## 用途
廈村鄧氏宗祠是元朗廈村鄧族主要的祭祀及節慶活動的場所。每年的春秋二祭，以及點燈等宗族傳統習俗，仍然在該祠內舉行。此外，該祠也是舉行十年一屆的廈村太平清醮的重要場地。
禮賓樓原本是鄧族招待客人留宿的地方，約於1950年代用作友恭學校的教師宿舍。而友恭學校則是為了當地兒童提供教育而與建的學校。